# Heinrich Hüpper

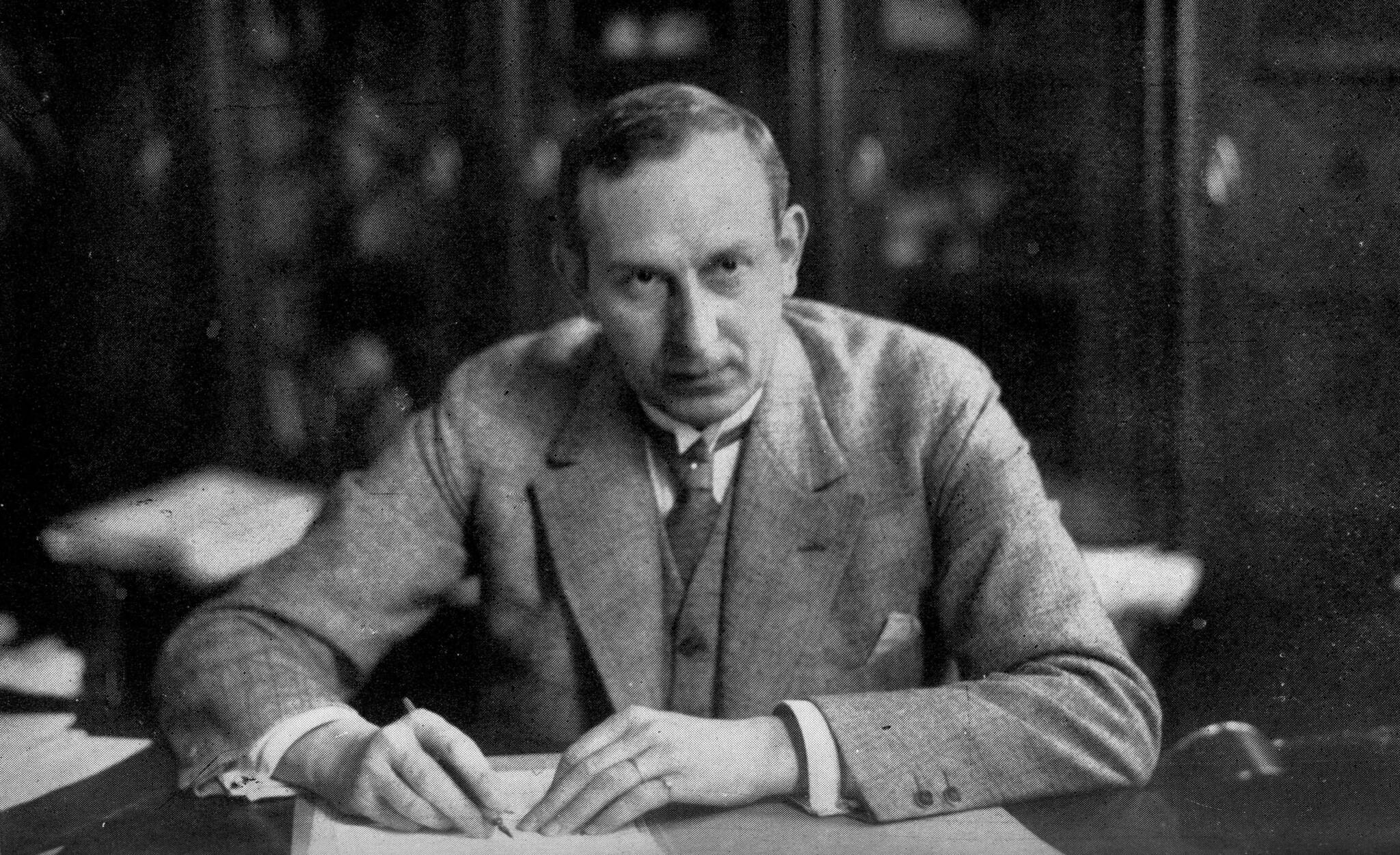
Heinrich Hüpper (um 1930)

Heinrich Johannes Hüpper (* 30. August 1886 in Heiligenstadt; † 26. Dezember 1965 in Koblenz) war ein deutscher Verwaltungsjurist und Kommunalbeamter.

## Familie
Hüpper war der Sohn des Gymnasialprofessors Johann Peter Hüpper und dessen Frau Maria geb. Hirschmann. Er heiratete am 12. August 1919 in Kleve Martha Fleischhauer Hüpper (* 27. September 1896 in Kleve; † 11. Februar 1947), der Tochter des Justizrates August Fleischhauer und der Helene geb. Brixius. In zweiter Ehe heiratete er am 30. März 1948 Maria Lensing aus Krefeld.

## Werdegang
Hüpper besuchte das Gymnasium in Coesfeld und legte Ostern 1906 das Abitur ab. Anschließend studierte er an der Westfälischen Wilhelms-Universität Rechtswissenschaft. Hüpper wurde 1906 Mitglied in der katholischen Studentenverbindung KDStV Sauerlandia Münster im CV. Er legte das erste Staatsexamen am 6. Juni 1910 ab und leistete den Vorbereitungsdienst in Aachen, Coesfeld und Hamm. Nach dem zweiten Staatsexamen am 6. August 1914 nahm er vom 11. August 1914 bis zum 20. Januar 1915 Kriegsteilnehmer. Am 1. April 1915 wurde er Anwaltsvertreter bei dem Oberlandesgericht Hamm.
Am 1. März 1918 wurde er kommissarischer Bürgermeister von Dingelstädt im Eichsfeld. Am 1. Dezember 1918 erfolgte die definitive Ernennung. Am 25. Februar 1920 wurde er zum besoldeten Beigeordneten der Stadt Neuss gewählt und am 27. April in das Amt eingeführt. Ebenfalls in Neuss wurde er am 15. Februar 1921 zum Bürgermeister gewählt und am 4. April in das Amt eingeführt.
Am 30. April 1930 wurde er zum Oberbürgermeister von Krefeld-Uerdingen am Rhein gewählt. Amtseinführung war am 30. April 1930. Nach der Machtübernahme der Nationalsozialisten wurde er am 9. Juli 1933 beurlaubt und schließlich zum 1. Januar 1934 entlassen. Ab dem 2. Oktober 1934 arbeitete er als Rechtsanwalt. 1942 bis zum 28. März 1945 war er dienstverpflichtet beim Wiederaufbauamt Saarburg.
Beim Ende des Zweiten Weltkriegs setzte ihn die US-amerikanische Militärregierung im April 1945 als Landrat im Landkreis Saarburg ein. Ab dem 1. Mai 1945 (eine Woche vor der Kapitulation der Wehrmacht) war er zugleich Landrat im Restkreis Merzig-Wadern. Ab dem 2. Januar 1946 war er Präsidialdirektor der Finanzen beim Oberpräsidium der Rheinprovinz  und zugleich Präsident des Landesfinanzamtes. Nach der Zusammenlegung wurde er am 20. März 1950 Präsident der Oberfinanzdirektion. Nach der Pensionierung am 31. August 1951 wurde er noch bis zum 31. Januar 1953 mit der vorläufigen Weiterführung der Dienstgeschäfte betraut.

## Ehrungen
- Verdienstorden der Bundesrepublik Deutschland, Großes Verdienstkreuz (1953)